# Michael Galitzen
Michael Riley "Mickey" Galitzen, född 6 september 1909 i Los Angeles i Kalifornien, död 9 juni 1959 i Los Angeles, var en amerikansk simhoppare.
Galitzen blev olympisk guldmedaljör i svikthopp vid sommarspelen 1932 i Los Angeles.